# Бердыев, Рузыкул Садуллаевич
Рузыку́л Садулла́евич Берды́ев (узб. Ro'ziqul Sa'dullayevich Berdiyev; 22 октября 1971 года, Китаб, Узбекская ССР, СССР) — узбекистанский футболист, выступавший на позиции полузащитника. Ныне осуществляет тренерскую деятельность. С ноября 2012 года главный тренер футбольного клуба «Насаф».
В 1992—1996 годах выступал за клуб «Янгиер». С 1997 по 2008 год, вплоть до завершения карьеры футболиста выступал за «Насаф».
С 2008 года начал тренерскую деятельность. До 2011 года являлся одним из ассистентов главного тренера «Насафа», в том числе ассистентом Анатолия Демьяненко, который работал в «Насафе» в 2010—2011 годах и выиграл с этим клубом Кубок АФК.
После отставки Демьяненко в январе 2012 года, стал главным тренером «Насафа», и работал в этой должности до мая этого же года. После этого возглавлял молодёжную команду данного клуба. В ноябре 2012 года снова был назначен главным тренером «Насафа», и работает с этим клубом до сегодняшнего времени.
20 октября 2017 года был временно назначен исполняющим обязанности главного тренера сборной Узбекистана. Под руководством Бердыева, сборная Узбекистана сыграла товарищеский матч со сборной ОАЭ, в котором проиграла с минимальным счётом 1:0.

## Достижения
- Чемпион Узбекистана: 2024
- Серебряный призёр чемпионата Узбекистана: 2011, 2017, 2020, 2023
- Бронзовый призёр чемпионата Узбекистана:2000, 2001, 2005, 2006, 2009,2010, 2013, 2014, 2015, 2016, 2022
- Обладатель Кубка Узбекистана: 2015, 2021, 2022, 2023
- Обладатель Суперкубка Узбекистана: 2016, 2023
- Обладатель Кубка АФК: 2011

### В качестве тренера
- Тренер года в Узбекистане: 2013, 2016, 2017,2020,2021